# Ishme-Dagan I
Ishme-Dagan fue rey de Asiria desde 1781 hasta 1741 a. C.

## Historia
Nombrado regente de Asiria por su padre Shamshi-Adad I, era presentado por su padre como modelo a seguir a su hermano Iasmakh-Adad, regente de Mari, según la correspondencia que han encontrado los arqueólogos en los archivos de Mari. 
A la muerte de su padre heredó el trono de Asiria. Su reino tenía la sede en la ciudad de Ekallatum, y gobernó durante 40 años según la lista real asiria. 

Extensión aproximada del imperio poco antes de la muerte de Shamshiadad I.

Contemporáneo de Hammurabi, al que sobrevivió, su reinado contempló el ascenso de Babilonia como potencia, de la que Asiria permaneció independiente, si bien aislada en su territorio y perdiendo el rango de potencia, como atestigua el informe enviado por un agente al nuevo rey de Mari, Zimri-Lim, en que ni tan solo es nombrada. 

No hay rey que sea fuerte por sí solo: 10 o 15 reyes siguen a Hammurabi de Babilonia; otros tantos siguen a Rim-Sin de Larsa, Ibal-pi-El de Eshnunna, y Amutepiel de Qatna; mientras que 20 reyes siguen a Yarim-Lim de Yamkhad. (Dossim, G: Les archives épistolaires du palais de Mari)

| Predecesor: Shamshi-Adad I | Rey de Asiria 1781 a. C.-1741 a. C. | Sucesor: Mut-ashkur |